# トーマス・メゼロウ
トーマス・アーサー・メゼロウ・ジュニア（Thomas Arthur Mesereau Jr.、1950年7月1日 - ）は、アメリカ合衆国の弁護士である。マイケル・ジャクソン裁判の主任弁護士を務めた事で最も有名で、元アマチュアボクサーである。ロサンゼルスに刑事法専門の法律事務所を持つ。彼は南アメリカとロサンゼルスのアフリカ系アメリカ人コミュニティの為に無料奉仕の法律貢献も行う。

## 略歴
1950年7月1日にニューヨーク州ウェストポイントに誕生する。1973年にはハーバード大学を卒業し、学士号を得る。1975年にはロンドン・スクール・オブ・エコノミクスの修士号とカリフォルニア大学ヘイスティングス法律学校の法学博士号を得た。
2003年11月20日にマイケル・ジャクソンが少年への性的虐待容疑で逮捕された後、メゼロウはマイケル側から弁護依頼を受けた。逮捕当初のメディアの報道は、マイケルは間違いなく有罪であるかのような報道姿勢であった。2004年4月にメゼロウはマイケルの弟であるランディの依頼により、正式にマイケルの弁護団長を受け持つことになった。
裁判は非常に白熱したが、彼の弁舌は素晴らしく、マイケルの疑惑に対する証言の全てに矛盾点があることを指摘し、マイケルの無罪を証明した。2005年6月13日の無罪判決後に「真実は正された。彼は無実だった。初めからそうだった」と勝利宣言を出した。裁判中はマイケルのみならず、メゼロウに関しても“髪が長い”などの変な報道が付きまとっていた。
その後もしばらくはマイケルに雇われていたが、「私は刑事裁判で弁護をする人間である」という信念があったため、マイケルの下を離れた。ただし、その後も個人的なつきあいは続いた。無罪判決から4年後の2009年6月25日、マイケルは50歳で急死してしまう。2か月半後の9月3日にフォレストローン・グレンデール墓地で行われた埋葬式には、裁判の弁護団長メゼロウも出席した。